# Spade, Texas
Spade là một nơi ấn định cho điều tra dân số (CDP) thuộc quận Lamb, tiểu bang Texas, Hoa Kỳ. Năm 2010, dân số của nơi này là 73 người.

## Dân số
- Dân số năm 2000: 100 người.
- Dân số năm 2010: 73 người.